# Kapišová
Kapišová (ungarisch Kapisó, russinisch Капішова/Kapischowa) ist eine Gemeinde im Nordosten der Slowakei, mit 457 Einwohnern (Stand 31. Dezember 2024) und liegt im Okres Svidník, einem Landkreis des Prešovský kraj. Früher hatte der Ort eine große russinische Einwohnerschaft, diese ist aber heute großteils durch slowakische Bevölkerung assimiliert worden.

## Geographie

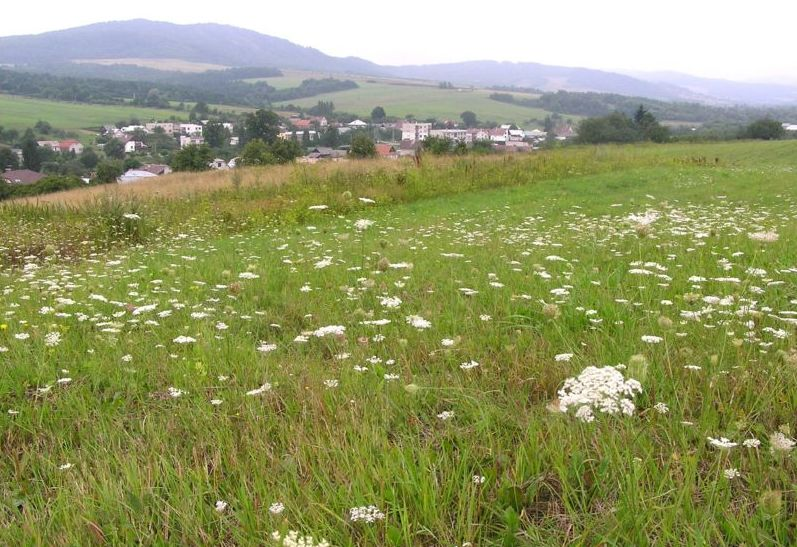
Blick auf Kapišová

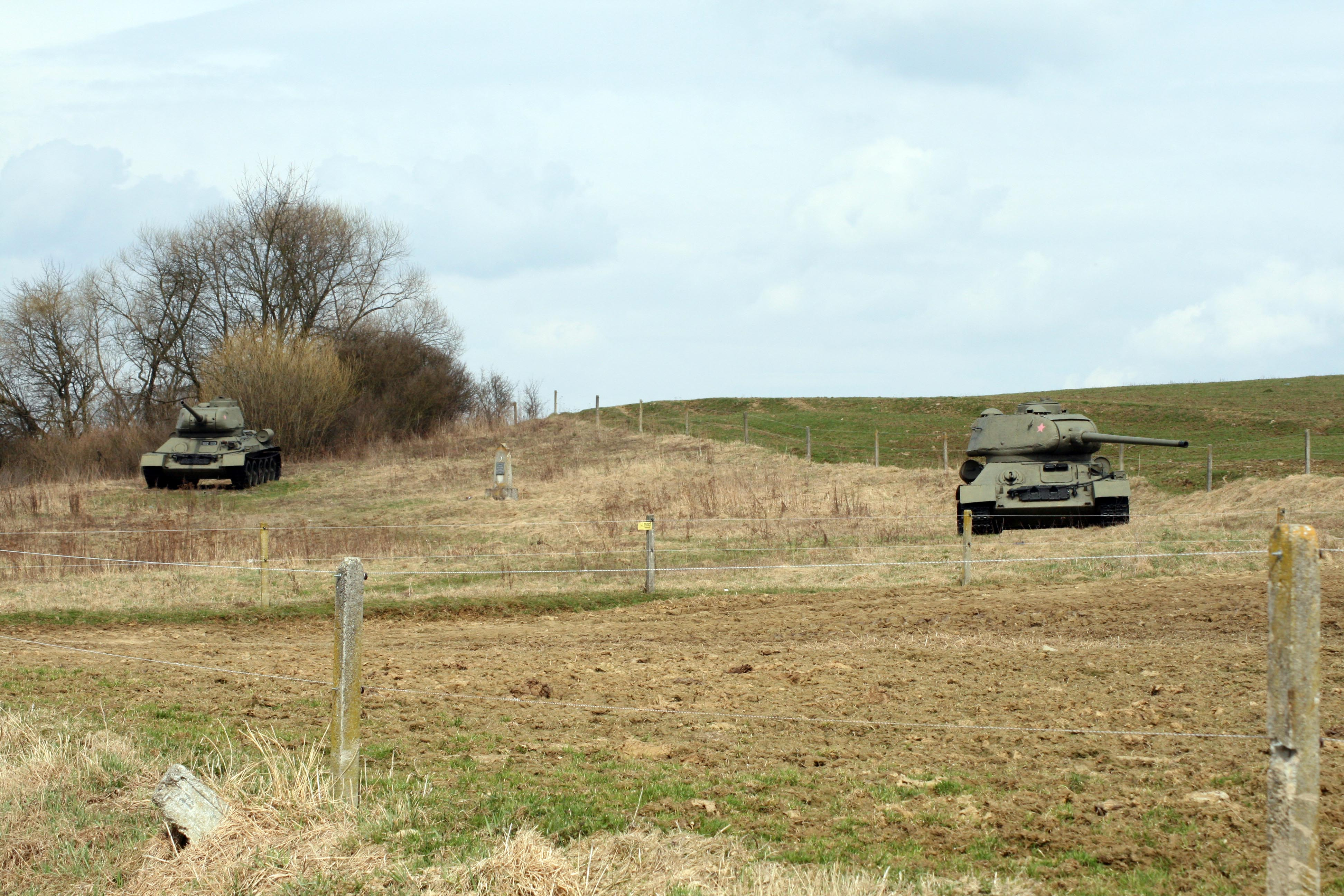
Zwei Panzer Typs T-34/85 vor dem Ort

Die Gemeinde liegt in den Niederen Beskiden im Tal des Baches Kapišovka, abseits der Hauptstraße zum Duklapass, fünf Kilometer von Svidník entfernt. 

## Geschichte
Der Ort wurde zum ersten Mal 1548 schriftlich als Capyssowa erwähnt, nachdem er gegen 1520 gegründet wurde. Kapišová gehörte ehemals zum Herrschaftsgut Makovica (Sitz in der Burg Zborov). 1828 sind 46 Häuser und 342 Einwohner verzeichnet, die griechisch-katholische Kirche wurde 1892 fertiggestellt.
Oberhalb des Ortes fand im Spätjahr 1944 im Rahmen der Ostkarpatischen Operation im Zweiten Weltkrieg eine große Panzerschlacht statt, deshalb trägt das Tal heute den Beinamen Údolie smrti („Tal des Todes“).

## Bevölkerung
| Jahr                | 1994 | 2004     | 2014     | 2024    |
| ------------------- | ---- | -------- | -------- | ------- |
| Anzahl der Personen | 342  | 377      | 424      | 457     |
| Unterschied         |      | +10,23 % | +12,46 % | +7,78 % |

| Jahr                | 2023 | 2024    |
| ------------------- | ---- | ------- |
| Anzahl der Personen | 461  | 457     |
| Unterschied         |      | −0,86 % |